# Arte pompier

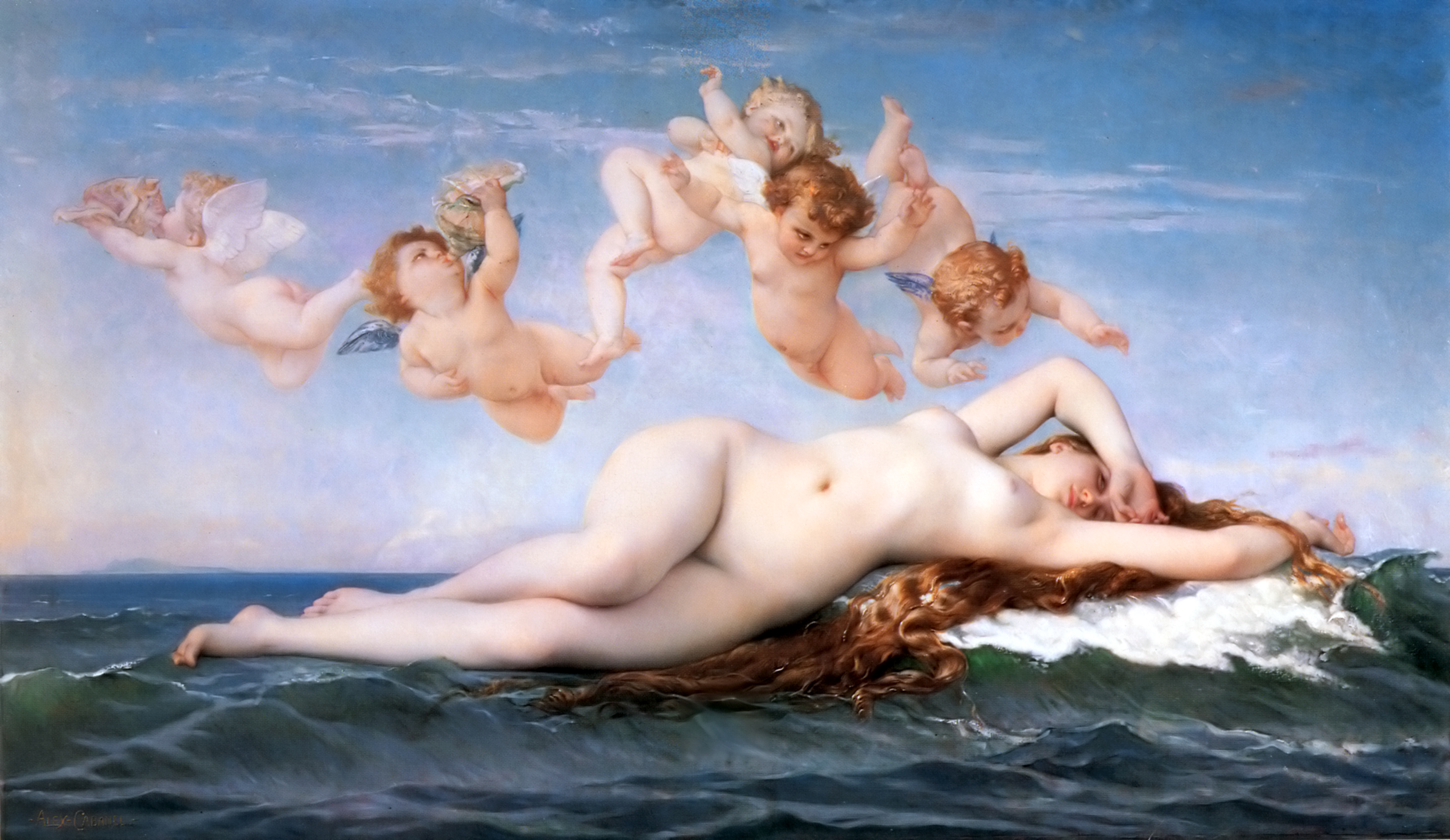
"O nascimento de Vênus" de Alexander Cabanel, 1863

A arte pompier é um estilo artístico que floresceu especialmente na França durante o final do século XIX como um revivalismo de temas e formas clássicas numa atmosfera sentimental romântica e acadêmica.
O termo pompier significa "bombeiro", a partir dos capacetes usados pelos homens do fogo franceses que se pareciam com elmos gregos, e foi usado em sua origem de forma irônica, para indicar uma arte vista pelos românticos e realistas mais rigorosos como afetada e insincera. Também é constante sua associação com pompeux, "pomposo".
Apesar do grande prestígio de que desfrutou entre os círculos acadêmicos e oficiais em sua época, e entre o seu mercado consumidor burguês, o estilo logo caiu em desuso e passou a ser desprezado pela crítica do século XX, mas recentemente tem experimentado uma reavaliação em bases mais favoráveis, em especial através do Musée d'Orsay, onde obras dessa corrente são expostas em pé de igualdade com os grandes realistas, impressionistas e românticos da época.
William-Adolphe Bouguereau, Paul-Jacques-Aimé Baudry, Alfred Agache, Alexandre Cabanel e Thomas Couture estão entre seus representantes mais típicos.